# Okome sogn
Okome sogn i Halland var en del af Faurås herred. Okome distrikt dækker det samme område og er en del af Falkenbergs kommun. Sognets areal var 58,78 kvadratkilometer, heraf land 55,97. I 2020 havde distriktet 502 indbyggere. Byen Okome og en del af byen Ætrafors ligger i sognet.
Navnet (1177 Ochem) stammer fra ok (høj) og hem. Der er fire naturreservater i sognet: Sumpafallen (delt med Svartrå sogn), Bergs naturskog (delt med Gællared sogn), Boa og Skogens naturreservat.